# Literaturjahr 2008
Liste der Literaturjahre

◄◄ | ◄ | 2004 | 2005 | 2006 | 2007 | Literaturjahr 2008 | 2009 | 2010 | 2011 | 2012 | ► | ►►

Weitere Ereignisse

## Ereignisse
- 13.–16. März 2008: Leipziger Buchmesse
- 15.–19. Oktober 2008: Frankfurter Buchmesse, Gastland Türkei

## Geburts- und Gedenktage
- 09. Januar: 100. Todestag des deutschen Schriftstellers Wilhelm Busch

## Gestorben
- 02. Januar: George MacDonald Fraser
- 04. Januar: John O’Donohue
- 15. Januar: Nguyễn Khải
- 19. Januar: Albert Pütz
- 22. Januar: Bernhard Horstmann (Stefan Murr)
- 22. Januar: Claude Piron
- 28. Januar: Marie Takvam
- 31. Januar: Eva Heller
- 06. Februar: Dieter Noll
- 07. Februar: Frank Geerk
- 07. Februar: Jirō Kawamura
- 10. Februar: Peter Marginter
- 11. Februar: Emilio Carballido
- 11. Februar: Boris Schreiber
- 14. Februar: Werner K. Giesa
- 18. Februar: Raymond Kennedy
- 18. Februar: Alain Robbe-Grillet
- 19. Februar: Franz-Joachim Schneider
- 23. Februar: Josep Palau i Fabre
- 24. Februar: Günther Rücker
- 28. Februar: Salme Raatma
- 28. Februar: Julian Rathbone
- 29. Februar: Janet Kagan
- 12. März: Erik Ågren
- 18. März: Anthony Minghella
- 18. März: Jochen Petersdorf
- 19. März: Arthur C. Clarke
- 19. März: Hugo Claus
- 26. März: Erwin Wickert
- 00. März: Anna Altschuk
- 09. April: Elmar Podlech
- 14. April: Horst Bingel
- 17. April: Aimé Césaire
- 17. April: Werner Dürrson
- 29. April: Bo Yang
- 06. Mai: Kuno Bärenbold
- 08. Mai: Luigi Malerba
- 09. Mai: Pascal Sevran
- 14. Mai: Elmar Ferber
- 19. Mai: Vijay Tendulkar
- 24. Mai: Elmar Pettai
- 28. Mai: Gerhard Konzelmann
- 06. Juni: Saeko Himuro
- 08. Juni: Peter Rühmkorf
- 09. Juni: Algis Budrys
- 10. Juni: Tschingis Aitmatow
- 22. Juni: George Carlin
- 22. Juni: Albert Cossery
- 22. Juni: Gerhard Meier
- 23. Juni: Fabrizia Ramondino
- 27. Juni: Lenka Reinerová
- 29. Juni: Hans Caninenberg
- 04. Juli: Thomas M. Disch
- 04. Juli: Nicolaus Sombart
- 04. Juli: Janwillem van de Wetering
- 11. Juli: Anatoli Pristawkin
- 16. Juli: Ernst Solèr
- 25. Juli: Lotte Betke
- 31. Juli: Lee Cheong-jun
- 03. August: Alexander Solschenizyn
- 09. August: Mahmud Darwisch
- 12. August: Helge Hagerup
- 17. August: Jurij Bedsyk
- 19. August: Leo Abse
- 26. August: Christian Geissler
- 04. September: Dan Bar-On
- 07. September: Wendelin Schmidt-Dengler
- 12. September: David Foster Wallace
- 24. September: Bengt Anderberg
- 24. September: Uno Laht
- 30. September: Christa Reinig
- 26. Oktober: Tony Hillerman
- 31. Oktober: Studs Terkel
- 04. November: Michael Crichton
- 15. November: Peter W. Jansen
- 25. November: William Gibson
- 28. November: Lee Baxandall
- 30. November: Béatrix Beck
- 00. November: Raffaele Andreassi
- 01. Dezember: Peter Maiwald
- 24. Dezember: Harold Pinter

## Neuerscheinungen
Belletristik
- Die Abschaffung der Arten – Dietmar Dath
- Alfred und Emily – Doris Lessing
- Alles bleibt anders – Siegfried Langer
- Bangemachen gilt nicht – Jürgen Link
- Das Böse in uns – Cody McFadyen
- Brief an den Staatsanwalt. Eine forensische Novelle. – Janko Ferk
- City of Bones – Cassandra Clare
- Die Dämonen – Tobias O. Meißner
- Echo Park – Michael Connelly
- Die Einsamkeit der Primzahlen – Paolo Giordano
- Empörung – Philip Roth
- Erinnerungen an glückliche Tage – Julien Green
- Dark Integers and Other Stories – Greg Egan
- Die erste Liebe (nach 19 vergeblichen Versuchen) – John Green
- Der erste Tropfen Blut – Stuart MacBride
- Exit Ghost – Philip Roth
- Fegefeuer – Sofi Oksanen
- Feuchtgebiete – Charlotte Roche
- Ein gerader Rauch – Denis Johnson
- Die Grenzländersaga, Bd. 1: Die Tage des Hirsches – Liliana Bodoc
- Heimsuchung – Jenny Erpenbeck
- Hominide – Klaus Ebner
- Ich werde hier sein im Sonnenschein und im Schatten – Christian Kracht
- Idylle mit ertrinkendem Hund – Michael Köhlmeier
- Incandescence – Greg Egan
- Just Listen – Sarah Dessen
- Der Kaiser von China – Tilman Rammstedt
- Kalter Tod – Michael Connelly
- Kind 44 – Tom Rob Smith
- Kinderhochzeit – Adolf Muschg
- Der letzte Weynfeldt – Martin Suter
- Liebesbrand – Feridun Zaimoglu
- Little Brother – Cory Doctorow
- Mann im Dunkel – Paul Auster
- Mano. Der Junge, der nicht wusste, wo er war – Anja Tuckermann
- Der nasse Fisch. Gereon Raths erster Fall – Volker Kutscher
- Nirgendwo sonst – Christiane Neudecker
- No & ich – Delphine de Vigan
- Paper Towns – John Green
- Paradiese der Sonne – J. G. Ballard
- Passagier nach Frankfurt – Agatha Christie
- Rico, Oskar und die Tieferschatten – Andreas Steinhöfel
- Roman von einem Feld – Katja Behrens
- Ruf mich bei deinem Namen – André Aciman
- Salvatore – Arnold Stadler
- Scherbenpark – Alina Bronsky
- Der Seelenbrecher – Sebastian Fitzek
- Seelenfrieden – Ahmet Hamdi Tanpınar
- Sphären – Iain M. Banks
- Das Spiel des Engels – Carlos Ruiz Zafón
- Sturm über roten Wassern – Scott Lynch
- Der Tag des Opritschniks – Wladimir Sorokin
- Der Turm – Uwe Tellkamp
- Die Vereinigung jiddischer Polizisten – Michael Chabon
- Verstummt – Karin Slaughter
- Wahn – Stephen King
- Der Weg in die Schatten – Brent Weeks
- Wie man unsterblich wird – Jede Minute zählt – Sally Nicholls
- Die Wohlgesinnten – Jonathan Littell
- Wozu wollen Sie das wissen? – Alice Munro
- Das Zeichen des Sieges – Bernard Cornwell

Drama
- Der Patriot – Felix Mitterer
- Schattenstimmen – Günter Senkel und Feridun Zaimoglu

Sachliteratur
- Außer Dienst: Eine Bilanz – Helmut Schmidt
- Ferne Nähe – Ilija Trojanow und Feridun Zaimoglu
- NATO-Geheimarmeen in Europa – Daniele Ganser
- The Post-American World – Fareed Zakaria
- Unser Kampf 1968 – ein irritierter Blick zurück – Götz Aly
- Die Vorbereitung des Romans – Roland Barthes

Jugendliteratur
- Die Entdeckung des Hugo Cabret – Brian Selznick
- Scherbenparadies: Ein Sektenroman – Fleur Beale

Hörspiel
- Tsunami über Deutschland – Heiner Grenzland

## Literaturpreise

### Deutsche Literaturpreise
- Adelbert-von-Chamisso-Preis: Saša Stanišić; Michael Stavarič und Léda Forgó (Förderpreis)
- Berliner Literaturpreis: Ulrich Peltzer
- Calwer Hermann-Hesse-Preis: Übersetzerpreis Małgorzata Łukasiewicz
- Carl-Zuckmayer-Medaille: Bodo Kirchhoff
- Clemens-Brentano-Preis: Ann Cotten, Fremdwörterbuchsonette
- Deutscher Buchpreis: Uwe Tellkamp, Der Turm
- Deutscher Science Fiction Preis: Frank W. Haubold: Die Schatten des Mars
- Friedrich-Gundolf-Preis: Jurko Prochasko
- Georg-Büchner-Preis: Josef Winkler
- Heinrich-Mann-Preis: Heinz Schlaffer
- Hubert-Burda-Preis für junge Lyrik: Valzhyna Mort, Delimir Rešicki und Tadeusz Dąbrowski
- Jakob-Wassermann-Preis: Roberto Schopflocher
- Johann-Heinrich-Voß-Preis für Übersetzung: Verena Reichel
- Joseph-Breitbach-Preis: Marcel Beyer
- Kasseler Literaturpreis: Peter Rühmkorf (postum, Hauptpreis); Michael Stauffer (Förderpreis)
- Kleist-Preis: Max Goldt
- Mainzer Stadtschreiber: Michael Kleeberg
- Mara-Cassens-Preis: Lukas Bärfuss
- Peter-Huchel-Preis: Ulf Stolterfoht
- Preis der Leipziger Buchmesse:
  - Clemens Meyer (Belletristik)
  - Irina Liebmann (Sachbuch/Essayistik)
  - Fritz Vogelgsang (Übersetzung)
- Preis der Literaturhäuser: Anselm Glück
- Preis der SWR-Bestenliste: Günter Herburger
- Würth-Preis für Europäische Literatur: Peter Turrini

### Internationale Literaturpreise
- Hugo Award

- Michael Chabon, The Yiddish Policemen's Union, Die Vereinigung jiddischer Polizisten, Kategorie: Bester Roman
- Connie Willis, All Seated on the Ground, Kategorie: Bester Kurzroman
- Ted Chiang, The Merchant and the Alchemist's Gate, Der Kaufmann am Portal des Alchemisten, Kategorie: Beste Erzählung
- Elizabeth Bear, Tideline, Kategorie: Beste Kurzgeschichte

- Kurd-Laßwitz-Preis

- Andreas Eschbach, Ausgebrannt, Kategorie: Bester Roman
- Michael K. Iwoleit, Der Moloch, Kategorie: Beste Kurzgeschichte/Erzählung
- Sergej Lukianenko, Spektrum, Kategorie: Bestes ausländisches Werk
- Hannes Riffel, Kategorie: Bester Übersetzer
- Helmuth W. Mommers für seine Bemühungen um die SF-Kurzgeschichte im Allgemeinen und die Visionen-Reihe im Besonderen, Sonderpreis

- Locus Award

- Michael Chabon, The Yiddish Policemen's Union, Die Vereinigung jiddischer Polizisten, Kategorie: Bester SF-Roman
- Terry Pratchett, Making Money, Schöne Scheine, Kategorie: Bester Fantasy-Roman
- China Miéville, Un Lun Dun, Un Lon Dun, Kategorie: Bestes Jugendbuch
- Joe Hill, Heart-Shaped Box, Blind, Kategorie: Bester Erstlingsroman
- Cory Doctorow, After the Siege, Kategorie: Bester Kurzroman
- Neil Gaiman, The Witch's Headstone, Kategorie: Beste Erzählung
- Michael Swanwick, A Small Room in Koboldtown, Kategorie: Beste Kurzgeschichte
- Connie Willis, The Winds of Marble Arch and Other Stories, Kategorie: Beste Sammlung
- Gardner Dozois & Jonathan Strahan, The New Space Opera, Kategorie: Beste Anthologie

- Nebula Award

- Ursula K. Le Guin, Powers, Kategorie: Bester Roman
- Catherine Asaro, The Spacetime Pool, Kategorie: Bester Kurzroman
- John Kessel, Pride and Prometheus, Kategorie: Beste Erzählung
- Nina Kiriki Hoffman, Trophy Wives, Kategorie: Beste Kurzgeschichte
- Andrew Stanton & Jim Reardon & Pete Docter, WALL-E, WALL-E – Der Letzte räumt die Erde auf, Kategorie: Bestes Drehbuch

- Philip K. Dick Award

- Adam-Troy Castro, Emissaries From The Dead, Halbgeist
- David Walton, Terminal Mind

- Anisfield-Wolf Book Awards:
  - Ayaan Hirsi Ali für Infidel: My Life
  - Junot Díaz für The Brief Wondrous Life of Oscar Wao
  - Mohsin Hamid für The Reluctant Fundamentalist
  - William Melvin Kelley für das Lebenswerk
- Cervantespreis: Juan Marsé
- Danuta Gleed Literary Award: Andrew Hood, Pardon Our Monsters
- Erich-Fried-Preis: Alois Hotschnig
- Ethel Wilson Fiction Prize: Mary Novik, Conceit
- Europäischer Preis für Literatur: Tankred Dorst
- Finlandia-Preis: Sofi Oksanen, Puhdistus
- Ingeborg-Bachmann-Preis: Tilman Rammstedt
- International IMPAC Dublin Literary Award: De Niro’s Game (dt. Als ob es kein Morgen gäbe) von Rawi Hage
- International Prize for Arabic Fiction: Bahaa Taher, Sunset Oasis
- Lieutenant Governor’s Award for Literary Excellence: Gary Geddes
- Man Booker Prize for Fiction: Aravind Adiga, Der weiße Tiger
- Newbery Medal: Laura Amy Schlitz
- Nobelpreis für Literatur: Jean-Marie Gustave Le Clézio
- Österreichischer Staatspreis für Europäische Literatur: Agota Kristof
- Prinz-von-Asturien-Preis für Literatur: Margaret Atwood
- Prix Goncourt: Atiq Rahimi
- Prix Femina Étranger: Sandro Veronesi
- Pulitzer-Preis: Junot Díaz, The brief wondrous life of Oscar Wao
- Rauriser Literaturpreis: Simona Ryser; Margarita Fuchs (Förderpreis)
- Riverton-Preis: Vidar Sundstøl, Drømmenes land
- Robert-Walser-Preis: Marius Daniel Popescu, La symphonie du loup

## Verwandte Preise
- Friedenspreis des Deutschen Buchhandels: Anselm Kiefer
- Goethe-Medaille: John E. Woods